# 페어 오브 킹스
《페어 오브 킹스》(영어: Pair of Kings) 혹은 《쌍둥이 형제, 왕이 되다》는 2010년 9월 10일부터 2013년 2월 18일까지 디즈니 XD에서 방영된 미국의 텔레비전 시트콤이다.

## 개요
시카고 이모 부부 밑에서 자란 이란성 쌍둥이 브레이디와 부머는 고등학교 재학 중 자신들이 실은 가상의 섬 왕국 킹카우의 왕위 계승자라는 걸 알게 된다.
17년 전 킹카우 왕국을 방문한 고고학자 어머니 애너벨라는 왕 쿠누와 결혼하였으나 전쟁이 발발하자 브레이디와 부머를 피신시켰고 두 사람은 모두 전쟁통에 사망했던 것이다. 원래 킹카우에서는 장자가 단독 통치하는 게 법이지만 태어난 순서를 규명할 수 있는 출생 관련 기록이 전부 소실되어 브레이디와 부머가 공동 왕이 되는 양두정치 체제가 된다.
시즌 3에서 폭풍으로 민두섬이 파괴되면서 민두섬의 왕 보즈와 국민들이 킹카우섬에 오게 되고, 보즈가 실은 어려서 실종되었던 브레이디와 부머의 형제라는 사실이 밝혀진다. 브레이디와 부머는 그냥 쌍둥이가 아니라 보즈를 포함한 세 쌍둥이였던 것이다.

## 출연
- 미첼 무소 - 킹 브레이디 파커 역(킹카우 왕)
- 독 쇼 - 킹 부머 파커 역(킹카우 왕)
- 애덤 힉스 - 킹 보즈 파커 역(킹카우/민두 왕)
- 켈시 차우 - 미케일라 마쿨라 역
- 라이언 오초아 - 킹/프린스 래니 파커 역(라나다 왕/킹카우 왕자)
- 지노 시거스 - 메이슨 마쿨라 역